# Салтарин синьогузий
Салтарин синьогузий (Lepidothrix isidorei) — вид горобцеподібних птахів родини манакінових (Pipridae).

## Поширення
Він поширений від східних схилів східних Анд Колумбії через Еквадор до північного Перу. Мешкає в підліску передгірських лісів і невисоких гір на висоті від 900 до 1700 метрів над рівнем моря.

## Підвиди
- Lepidothrix isidorei isidorei (Sclater, 1852) — східний схил східних Анд у Колумбії та східному Еквадорі.
- Lepidothrix isidorei leucopygia (Hellmayr, 1903) — північ Перу.